# لوییس اور
لوییس اور (انگلیسی: Lois Orr؛ ۲۳ آوریل ۱۹۱۷ – ۱ اوت ۱۹۸۵) اهل ایالات متحده آمریکا بود. وی همچنین به عنوان لوییس کوسیک و لوییس کولتر نیز شناخته شده‌است.

## زندگی‌نامه
او در لوییویل کنتاکی به دنیا آمد ولی در طول جنگ داخلی اسپانیا، در بارسلونا، به عنوان یکی از شبه نظامیان زن عضو حزب اتحاد مارکسیستی کارگران در اسپانیا زندگی می‌کرد.

## فعالیت‌ها
در ژوئن ۱۹۳۷ که طرفداران استالین به تجمع حزب اتحاد مارکسیستی کارگران تهاجم کردند لوییس اور و همسرش چارلز اور از این تهاجم جان سالم به در بردند ولی در ۱۷ ژوئن ۱۹۳۷ یک روز بعد از دستگیری آندرو نین بنیانگذار این حزب دستگیر شدند. آن‌ها در اول ژوئیه آزاد شدند و توسط ماهلون پرکینز کنسول آمریکا در اسپانیا به یک کشتی منتقل شدند و به شهر بندری مارسی در فرانسه رفتند.
در سال ۱۹۴۰ زمانی که تروتسکی ترور شد آن‌ها در مکزیک بودند.

## آثار
در سال ۲۰۰۹ مجموعه‌ای از نامه‌های لوییس اور که از سال ۲۰۰۸ برای چاپ به ایالات متحده آمریکا فرستاده شده بود، منتشر شد.